# 高立德大學
加劳德特大學（Gallaudet University）是第一所供聾人和弱聽人士的高等學院，也是世界上唯一一所全部課程與服務都是為聾人或弱聽學生而設的大學。該大學的命名是為了紀念對聾人教育有深遠影響的湯瑪斯·霍金斯·加劳德特。
該校於1857年2月16日於美國華府成立，當時被稱為全國聾人學院。1864年，美國國會通過議案，承認該校的大學資格，大學憲章由亞伯拉罕·林肯總統簽署。該校的校園由有名的地形建築師 Frederick Law Olmsted 設計。
加劳德特大學的學生必須能用美國手語、手指拼字及外語。

## 爭議
從1988年3月9日開始的學生罷課，對聾人文化的固有觀念及教育帶來極大衝擊。聾人學生對新選的校長 Elizabeth Zinser 一如歷任多屆校長是健聽人士表示憤怒。學生不滿聽人校長對聾人以恩人自居，把聾人排斥為邊緣社群；加劳德特大學在聾人社區裡舉足輕重，學生認為選出健聽校長並不適當，他們要求大學選出聾人校長。學運持續一個星期後，候任校長便因為發表了對聾人社會不合時宜的談話，黯然辭職下台，由聾人校長 I. King Jordan 取代。是次學運隨後被稱為 Deaf President Now （現在就要有聾人校長）。

## 體育運動
加劳德特運動選手每年參與全國大學體育協會 (NCAA) 及首都體育聯盟 (CAC) 的項目，包括棒球、籃球、越野、美式足球、戶內徑賽、戶外徑賽、足球、壘球、游泳、網球、排球和摔跤。
美式足球賽中常見的互相靠攏就是由高立德的學生發明的。加劳德特球員發現對方球隊透過觀看聾人球員的手語去調整自己的戰術，他們便先圍圈後才打手語；現在各個級別的美式足球賽中都可以看到球員圍圈商討的情景。

## 外部連結
- 加劳德特大學 （页面存档备份，存于）